# National Development Fund of Iran
Der National Development Fund of Iran (NDFI; 
persisch صندوق توسعه ملی) ist der Staatsfonds des Iran. Er wurde 2011 als Ergänzung zum und Nachfolger des Ölstabilisierungsfonds gegründet. Der NDFI ist vom Staatshaushalt unabhängig. Basierend auf Artikel 84 des fünften Fünfjahresplans für sozioökonomische Entwicklung (2010–2015) wurde der Nationale Entwicklungsfonds gegründet, um Einnahmen aus dem Öl- und Gassektor in produktive Investitionen für zukünftige Generationen umzuwandeln. Er ist Mitglied des Internationalen Forums der Staatsfonds und hat sich daher den Santiago-Prinzipien für bewährte Verfahren bei der Verwaltung von Staatsfonds angeschlossen. Jede Entnahme von Geldern aus diesem Fonds bedarf der Genehmigung Chameneis.

## Geschichte
Der National Development Fund of Iran (NDFI) wurde auf Grundlage von Artikel 84 des Fünften Plans für wirtschaftliche, soziale und kulturelle Entwicklung der Islamischen Republik Iran im Jahre 2011 gegründet. Ziel des NDFI ist es, einen Teil der Petrodollar des Landes in dauerhaften Wohlstand, Produktivität, wirtschaftliche Anreize und Kapital umzuwandeln und den Anteil der Öl- und Gasressourcen und -produkte für künftige Generationen zu sichern.
Dementsprechend sollen 20 % der Öleinnahmen an den Nationalen Entwicklungsfonds überwiesen werden. Dieser Prozentsatz steigt jährlich um 3 % bis zum Ende des Fünften Fünfjahresplans für sozioökonomische Entwicklung. Der neue Fonds soll 50 % seiner Finanzmittel auf den privaten, kooperativen und nichtstaatlichen Sektor ausweiten und 20 % ausländische Investitionen (im In- und Ausland) fördern.
Die restlichen 30 % werden im Ausland (auf den Kapitalmärkten) investiert. Die Reserven des NDFI beliefen sich 2011 auf 24,4 Milliarden US-Dollar und 2012 auf 35 Milliarden US-Dollar. Es wurde prognostiziert, dass der Entwicklungsfonds bis März 2013 55 Milliarden US-Dollar und bis März 2014 61 Milliarden US-Dollar erreichen würde. Im Oktober 2023 verwaltete der Fonds jedoch lediglich ein Vermögen von 10 Milliarden US-Dollar. Im Juni 2025 wurde das verwaltete vermögen auf 16 Milliarden USD taxiert.
Zwischen 2011 und 2013 stellte der Fonds 21,546 Milliarden US-Dollar für Bergbau und Industrie (einschließlich der Gas-, Öl- und Petrochemieindustrie), 566 Millionen US-Dollar für Wohnungsbau und Bauwesen, 233 Millionen US-Dollar für Wasser und Landwirtschaft, 686 Millionen US-Dollar für Verkehr und 193 Millionen US-Dollar für den Export technischer Dienstleistungen bereit.
2015 ratifizierte das Parlament die Zuweisung von 300 Millionen US-Dollar aus dem NDFI an den Innovations- und Wohlstandsfonds.
Im Jahr 2015 wurde der NDFI auch zur Finanzierung von Haushaltsdefiziten verwendet, was seinem primären Ziel, Irans nationales „Notgroschen“ zu sein, widerspricht.
Nach Angaben der Regierung wird Iran Air 2,5 Milliarden US-Dollar aus dem NDFI für den Kauf seiner Boeing-Flugzeuge verwenden.
Im Jahr 2018 wurden 10,66 Milliarden US-Dollar für die Erneuerung der Straßentransportflotte bereitgestellt.
Im Jahr 2019 gab die Regierung bekannt, dass sie 2,4 Milliarden US-Dollar aus dem NDFI für kleine und mittlere Unternehmen bereitgestellt habe.